# Ibrahim Guliyev (géologue)
Pour les articles homonymes, voir Guliyev.
Ibrahim Guliyev (en azéri : İbrahim Səid oğlu Quliyev; né le 23 mai 1947 en République kirghize, RSS) est un scientifique soviétique et azerbaïdjanais dans le domaine de la géologie et de la géochimie du pétrole et du gaz. Membre correspondant (2001), académicien (2007), vice-président de l’ANSA(2013), depuis le 28 décembre 2019, premier vice-président pour les sciences naturelles et exactes de l'Académie nationale des sciences d'Azerbaïdjan.

## Parcours professionnel
Depuis 2016, directeur du nouvel Institut du pétrole et du gaz dans le système de l'Académie nationale des sciences d'Azerbaïdjan. Président de la branche azerbaïdjanaise de l'Association américaine des géologues pétroliers, président du Comité national de l'Union géodésique et géophysique internationale. 
En 1978, Ibrahim Quliyev soutient sa thèse à l'université d'État de Moscou, et en 1989 son doctorat. Il prépare dix PhD et deux D.Sc. en géologie. Il étudie des problèmes de géologie pétrolière et des problèmes du volcanisme de boue. Il a des publications de 222 ouvrages scientifiques dont 111 à l'étranger, 10 monographies.
I.Guliyev est rédacteur en chef de la revue scientifique et technique Industrie azerbaidjanaise du pétrole (depuis 2006), membre du comité de rédaction de la revue Geologue de l’Azerbaijan (depuis 1994). 

## Distinctions
- Scientifique émérite d'Azerbaïdjan (2008).
- Lauréat du prix d'État de la République d'Azerbaïdjan (2010) - pour une série de travaux dans le domaine de l'étude du volcanisme de boue et du potentiel pétrolier et gazier dans le bassin sud-caspien.
- Insigne d'honneur Chevalier des sciences et des arts de l'Académie russe des sciences naturelles (2015)
- Ordre de la Gloire - pour les mérites dans le développement de la science azerbaïdjanaise (2017)[4].
- Ordre de l'Académie russe des sciences naturelles Pour sauver la vie sur Terre - pour une contribution exceptionnelle à la protection de l'environnement de l'Azerbaïdjan (2017).